# Eddie Murray (giocatore di football americano)
Edward Peter Murray (Halifax, 29 agosto 1956) è un ex giocatore di football americano canadese che ha giocato nel ruolo di placekicker nella National Football League (NFL). Al college giocò a football alla Tulane University.

## Carriera
Murray fu scelto nel corso del settimo giro del Draft NFL 1980 dai Detroit Lions. Vi rimase per undici stagioni, dopo di che giocò con Kansas City Chiefs, Tampa Bay Buccaneers, Dallas Cowboys, Philadelphia Eagles, Minnesota Vikings e Washington Redskins. Murray fu premiato come MVP del Pro Bowl del 1981. Il 30 gennaio 1994 calciò tre field goal nel Super Bowl XXVIII, contribuendo alla vittoria dei suoi Cowboys.
Coi Lions nei divisional playoff a San Francisco, con Detroit in svantaggio per 24-23 con 11 secondi al termine della gara, Murray, che poco prima aveva segnato un field goal da 54 yard, sbagliò per poco un tentativo dalle 43 yard. Dieci anni dopo coi Dallas Cowboys, Murray nell'ultima gara della stagione regolare segnò il field goal della vittoria ai tempi supplementari contro i New York Giants, consentendo alla sua squadra di vincere la NFC East division e di assicurarsi il vantaggio casalingo per tutti i playoff.

## Palmarès

### Franchigia
- Super Bowl : 1

Dallas Cowboys: XXVIII
- National Football Conference Championship: 1

Dallas Cowboys: 1993

### Individuale
- MVP del Pro Bowl: 1

1980
- Convocazioni al Pro Bowl: 2

1980, 1989
- All-Pro: 4

1980, 1981, 1982, 1989
- PFWA All-Rookie Team - 1980
- Formazione ideale della NFL degli anni 1980

## Statistiche
| Field goal tentati | 466  |
| Field goal segnati | 352  |
| Percentuale        | 75,5 |